# Emden (cràter)
Emden és un cràter d'impacte lunar que es troba a l'hemisferi nord de la cara oculta de la Lluna. El cràter es troba al nord-oest del cràter de major grandària Rowland, i a l'est-nord-est de Tikhov.
La seva estructura ha estat fortament danyada per impactes posteriors, deixant el brocal desgastat i irregular, amb l'interior parcialment cobert per altres cràters. La meitat occidental de la vora en particular està molt danyada, amb gairebé tot el perímetre i la paret interior coberts per cràters superposats. El més destacat d'ells és un cràter situat en la paret sud. La plataforma interior conté un parell de cràters units a la part occidental, i un altre parell de cràters units entre si al nord-est. La zona més intacta del sòl està al sud-est, encara que fins i tot en aquest cas la superfície està picada per múltiples petits cràters.
Porta el nom de l'astrònom suís Jacob Robert Emden (1862-1940).

## Cràters satèl·lit
Per convenció, aquests elements són identificats als mapes lunars posant la lletra al costat del punt mitjà del cràter que està més prop d'Emden.
|       | \| Emden \| Coordenades \| Diàmetre \| \| ----- \| -------------------------------------- \| -------- \| \| D \| 64° 24′ N, 171° 06′ O / 64.4°N,171.1°O \| 47 km \| \| F \| 63° 30′ N, 171° 06′ O / 63.5°N,171.1°O \| 20 km \| \| M \| 61° 18′ N, 177° 00′ O / 61.3°N,177.0°O \| 25 km \| \| O \| 64° 42′ N, 177° 54′ E / 64.7°N,177.9°E \| 38 km \| \| V \| 65° 48′ N, 177° 30′ E / 65.8°N,177.5°E \| 35 km \| \| W \| 66° 24′ N, 178° 18′ E / 66.4°N,178.3°E \| 25 km \| |          |
| Emden | Coordenades | Diàmetre |
| D     | 64° 24′ N, 171° 06′ O / 64.4°N,171.1°O | 47 km    |
| F     | 63° 30′ N, 171° 06′ O / 63.5°N,171.1°O | 20 km    |
| M     | 61° 18′ N, 177° 00′ O / 61.3°N,177.0°O | 25 km    |
| O     | 64° 42′ N, 177° 54′ E / 64.7°N,177.9°E | 38 km    |
| V     | 65° 48′ N, 177° 30′ E / 65.8°N,177.5°E | 35 km    |
| W     | 66° 24′ N, 178° 18′ E / 66.4°N,178.3°E | 25 km    |